# 알코올 산화환원효소

알코올 분자의 작용기인 하이드록시기. 탄소 원자는 다른 탄소 원자 또는 수소 원자와 결합되어 있다.

알코올 산화환원효소(영어: alcohol oxidoreductase)는 하이드록시기에 작용하는 산화환원효소이다.
알코올 산화환원효소는 EC 번호 체계에서 "1.1"로 분류된다.

## 같이 보기
- 알코올
- 하이드록시기
- 산화환원효소